# マティアス・ランドリアマミー
マティアス・ランドリアマミー（Mathyas Randriamamy，2003年4月23日 - ）は、フランス・クラマール出身のサッカー選手。ケリーFC所属。マダガスカル代表。ポジションはゴールキーパー。

## 経歴

### クラブ
パリFCでユースとしてのキャリアをスタートさせ、2016年にパリ・サンジェルマンFC（PSG）のアカデミーに加入し、2021年8月16日にPSGと最初のプロ契約を結んだ。
2023年1月24日、フランス全国選手権2（4部）のFCセト34へ期限付き移籍した。
2025年2月20日、リーグ・オブ・アイルランド・ファーストディビジョン（アイルランド2部）のケリーFCへの移籍が発表された。

### 代表
両親がマダガスカル系であり、2020年10月22日、アフリカネイションズカップ2021予選のコートジボワール戦を前にマダガスカル代表に初招集された。
2021年10月10日、2022 FIFAワールドカップ・アフリカ予選のコンゴ民主共和国戦で代表デビューを果たした。